# 宿替え
『宿替え』あるいは『宿がえ』（やどがえ）は古典落語の演目。『宿替え』は上方落語での名前で、江戸落語で演じられる場合の『粗忽の釘』（そこつのくぎ）の名でもよく知られる。他に別題として『我忘れ』（われわすれ）、『粗忽の引越』（そこつのひっこし）がある。大変な粗忽者の男が引越しをする際のドタバタを描いた滑稽噺（粗忽噺）。
原話は1816年（文政13年）の初代都喜蝶の京都板『噺栗毛』の中の「田舎も粋」。
上方では初代桂春団治、2代目三遊亭百生、2代目桂枝雀、5代目桂文枝などが、東京では6代目春風亭柳橋、5代目柳家小さんが得意とした。

## あらすじ
あるところに亭主が大変な粗忽者の夫婦がいた。ある日、引っ越すことになり、腕自慢の亭主は風呂敷を広げて一人ですべてをまとめて持っていこうとする（持っていこうとする物は演者によって異なる）。無理だと諭す女房を怒鳴りつけ荷物を用意させるが、やっぱり持ち上がらず、動けるようになるまで少しずつ荷物を減らさせていく。ふらつきながらもようやく風呂敷を担いで立ち上がった亭主は新居に向かって歩き出す。
女房は先に新居につき準備をするが、亭主が来ない。女房の作業が終わった頃になってようやく亭主がやってくる。そこで亭主はどうして遅くなってしまったのかを延々と女房に話す（自転車にぶつかったや、道中の縁台将棋に見入っていたなど、理由は演者によって様々）。
ようやく亭主の長い話が終わり、女房はホウキを掛けたいから釘を打ってくれと亭主に頼む。そそっかしい亭主は、本来は瓦を固定するためのものである長い瓦釘を壁に打ち込んでしまう。それを知った女房は壁を貫通してお隣に迷惑をかけたかもしれないと亭主を叱りつけ、すぐに確認と謝りに行くよう促す。
亭主は向かいの家に行く。引越しの挨拶を始めるうちに釘のことを忘れて長話をはじめ（ここも演者によって異なる）、途中で釘のことを思い出す。しかし、当然ながら話が通じず、亭主はようやく向かいの家に釘が刺さるわけがないと気づく。
今度こそ隣の家に向かうが、やはり亭主は釘のことを忘れて住人に長話をしてしまう（ここも演者によって異なる）。しばらくして相手に要件を促されて釘のことを思い出し、壁を確認させて欲しいという。そして見れば、仏壇の阿弥陀様の頭上から釘の先が飛び出している。それを見て亭主はいう。
「おや？　おたくはこんなところにホウキをかけるのか？」

## バリエーション
「風呂敷を持ち上げる」「引越し先に向かう」「釘を打つ」「向かいの家に向かう」「隣の家に向かう」とすべてやろうとすればかなり長尺な噺だが、演者やその時の都合に応じて部分的に省略されることも多い。また、各場面ごとの男の粗忽ぶりを簡略化したり、逆に増やすことでも時間が伸長する。そもそも本来の落ち（サゲ）もホウキではなく、さらにその後に家族の人数を聞かれ、父親を忘れていたという話が続き、現在に知られるものも実は途中で打ち切ったものが広まったものである。
上方では、5代目笑福亭松鶴が、転居先の家の中から話を始めるスタイルを取り入れた。一方2代目桂枝雀は、冒頭の荷造りをめぐる夫婦の会話を演じたいと、転居前から始めるスタイル（初代桂春団治はこのスタイルだった）を採用している。
落ちのバリエーションもいくつかある。ホウキの落ちも、亭主のセリフが「困った。毎日、ここまでホウキを掛けにいかないと」で落とすものもある。本来の落ちは、前記にある父親を忘れたという言葉に対して、親を忘れるとは驚いたと返され、亭主が「親どころか、我を忘れてるんです」と返す形だった。